# Fritz Albert Lipmann
Fritz Albert Lipmann (Königsberg, Alemanya 1899 - Poughkeepsie, EUA 1986) fou un metge, químic, bioquímic i professor universitari nord-americà, d'origen alemany, guardonat amb el Premi Nobel de Medicina o Fisiologia l'any 1953.

## Biografia
Va néixer el 12 de juny de 1899 a la ciutat de Königsberg, en aquells moments situada a Prússia Oriental però que avui dia forma part de l'enclavament rus de Kaliningrad, en una família de religió jueva. Després d'estudiar medicina a la Universitat de Berlín, on es va graduar l'any 1924, va ampliar els seus estudis estudiant química i bioquímica a la mateixa universitat. El 1926 fou nomenat assistent d'Otto Mayerhof, sota el qual realitzà el seu doctorat l'any 1927.
Des de 1939 residí als Estats Units, on entre 1949 i 1957 fou professor de química biològica a la Universitat Harvard, i des d'aquell any dirigí el Departament de Recerca de la Universitat Rockefeller situada a Nova York. Morí el 24 de juliol de 1986 a la població de Poughkeepsie, situada a l'estat nord-americà de Nova York.

## Recerca científica
Dedicà tota la seva carrera científica en la recerca del coenzim A, el qual descobrí l'any 1945. Per aquest descobriment fou guardonat amb la meitat del Premi Nobel de Medicina o Fisiologia l'any 1953, premi que compartí amb Hans Adolf Krebs pel descobriment del cicle de l'àcid cítric.